# 虢季易父
虢季易父，姬姓，名挞，字易父，西周时期虢国君主。

## 考证
1974年陕西省扶风县强家村出土的师丞钟，其铭文记载了虢季易父、虢宄公、虢幽叔、虢德叔、师丞五代虢国君主的世系。《师哉鼎铭文》记载了虢季易父之子虢宄公师哉被周共王授予太师之位后，为其祖公上父铸造师哉鼎，放置于虢季易父的宗庙中用于祭祀。